# Villaquirán de los Infantes
Villaquirán de los Infantes est une commune d'Espagne dans la communauté autonome de Castille-et-León, province de Burgos. Elle s'étend sur 12,98 km2 et comptait environ 162 habitants en 2011.